# Mandžurska aralija
Mandžurska aralija (znanstveno ime Aralia elata) je listopadno drevo iz družine bršljanovk, ki izvira iz vzhodne Azije.

## Opis
Mandžurska aralija lahko v višino doseže med 8 in 15 metrov in ima s trni poraščeno deblo, ki se razveji že pri tleh. Listi so dolgi več kot 1 meter in so sestavljeni iz več majhnih jajčastih in na koncu zašiljneih lističev z narezanim robom. Po spodnji strani so dlakavi. Cvetovi so beli in se združujejo v pakobule. Iz oplojenih cvetov se razvijejo koščičasti plodovi, podobni majhnim črnim jagodam.
Rastlina najbolje uspeva v ilovnati zemlji, razmnožuje pa se s številnimi stranskimi poganjki, pa tudi s semeni. Zaradi zanimivega videza jo ponekod gojijo kot okrasno drevo. V rastlinjakih jo razmnožujejo tudi s potaknjenci.